# Нунез (Џорџија)
Нунез (енгл. Nunez) град је у америчкој савезној држави Џорџија. По попису становништва из 2010. у њему је живело 147 становника.

## Демографија
Према попису становништва из 2010. у граду је живело 147 становника, што је 16 (12,2%) становника више него 2000. године.
| Група             | 2000.      | 2010.      |
| Белци             | 91 (69,5%) | 92 (62,6%) |
| Афроамериканци    | 31 (23,7%) | 43 (29,3%) |
| Азијати           | 1 (0,8%)   | 0 (0,0%)   |
| Хиспаноамериканци | 8 (6,1%)   | 12 (8,2%)  |
| Укупно            | 131        | 147        |